# Deveselu
Deveselu è un comune della Romania di 3 186 abitanti, ubicato nel distretto di Olt, nella regione storica dell'Oltenia. 
Il comune è formato dall'unione di due villaggi: Comanca e Deveselu. È sede della NATO Aegis Ashore Missile Defence Site Deveselu, parte del NATO missile defence system.

## Storia

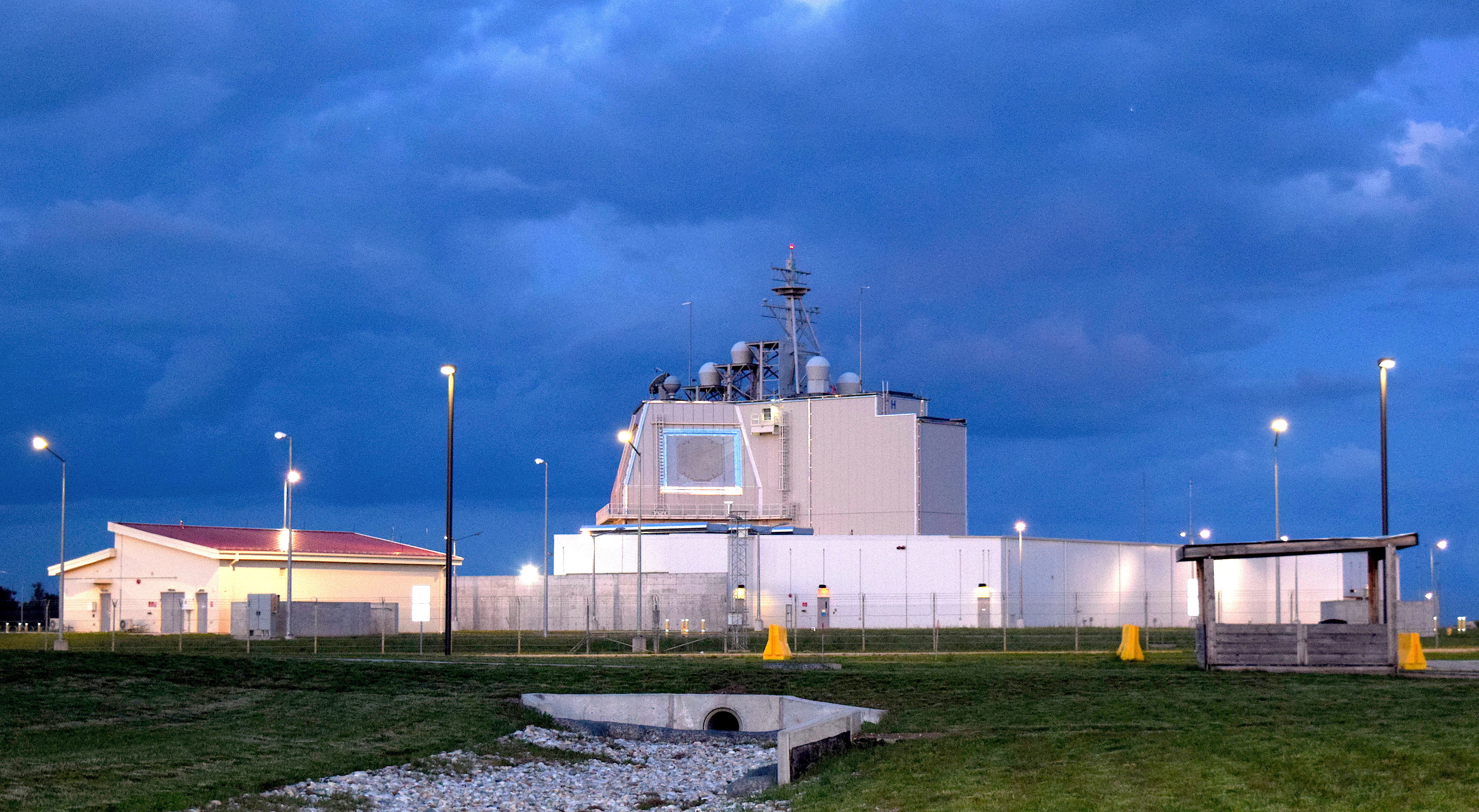
La Aegis Ashore Missile Defense Complex Romania

La prima attestazione della località risale al 19 giugno 1537 come dai documenti di Radu VII Paisie del regno di Valacchia.

## Società

### Evoluzione demografica
In accordo con il censimento del 2011, la popolazione di Deveselu ammonta a 3 157 abitanti, in diminuzione rispetto al 2002, quando il comune ne contava 3 349. La maggioranza degli abitanti sono rumeni (95,34%) ed il restante non ha dichiarato di appartenere ad alcuna etnia.
Dal punto di vista confessionale, la maggioranza dichiara di essere ortodossa (94,77%). Il 4,47% della popolazione, non dichiara la fede confessionale.

## Base aerea militare

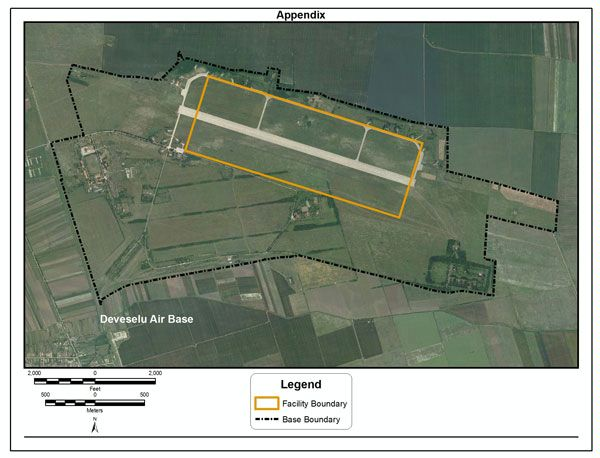
La base aerea dall'alto nel 2011

La Forțele Aeriene Române chiuse la base aerea nel 2003, con 200 esuberi; solo 15 rimasero a difesa del presidio.
La base fu scelta successivamente come sede nazionale del NATO missile defence system con sistema Aegis Ballistic Missile Defense System e divenuta operativa nel dicembre 2015 utilizzando missili SM-3 Interceptor.